# Squid (противолодочный бомбомёт)
Squid («Кальмар») — британское корабельное противолодочное оружие Второй Мировой Войны. Представлял собой трехствольный бомбомёт для запуска глубинных бомб. Разрабатывался в качестве замены установки «Хеджхог» и был в свою очередь заменен системой «Лимбо».
Заказ на изготовление партии оружия, ещё находящегося на чертёжной доске, поступил в 1942 году от Управления по разработке различного оружия (Directorate of Miscellaneous Weapons Development). Поступил на вооружение в мае 1943 года на борту эсминца Ambuscade. Первый серийный экземпляр был установлен на корвете Hadleigh Castle. Всего это оружие получили 70 фрегатов и корветов во время Второй мировой войны. Первым успешно применил Squid фрегат Loch Killin, потопивший 31 июля 1944 года подводную лодку U333; всего система уничтожила 17 подводных лодок, проведя 50 атак. К 1959 году произведено 195 установок.

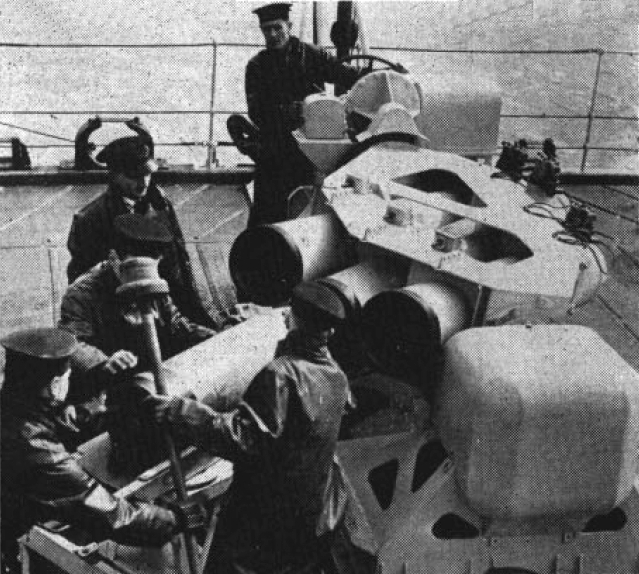
Моряки заряжают противолодочный бомбомёт, 1952 год

Установка имела три ствола калибра 12-дюймов (305 мм) под небольшим углом друг к другу, чтобы обеспечить нужный разлёт снарядов и покрытие ими определённой площади. Стволы были установлены в раме, которая могла поворачиваться на 90 градусов для перезарядки. Снаряды весили 200 кг, из которых 94 кг — взрывчатое вещество. На некоторых кораблях бомбомёты устанавливали на корме — бомбы выстреливались по ходу судна и падали в море немного впереди корабля. Скорость погружения бомбы составляла 13,3 м/с, глубина подрыва задавалась часовым механизмом; во всех трех стволах снаряды устанавливались на одну глубину; глубину можно было постоянно менять вплоть до момента запуска в зависимости от движения цели. Максимальная глубина погружения составляла 270 м.

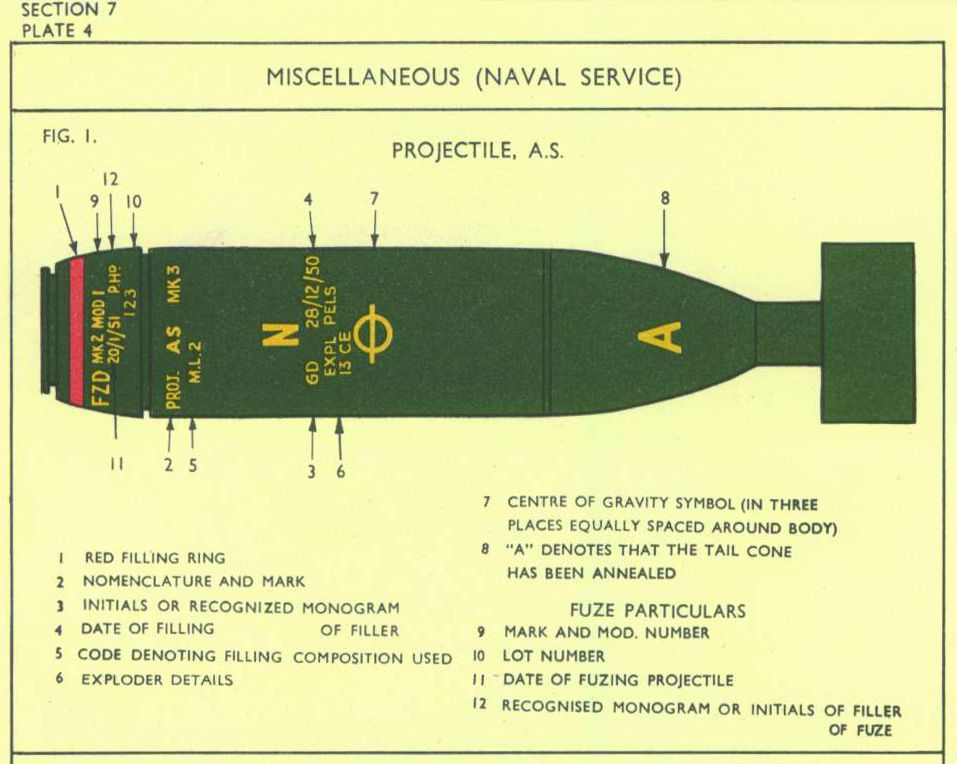
Маркировка глубинной бомбы

Оружие автоматически срабатывало по данным гидролокатора в нужный момент. Бомбы ложились треугольником со стороной около 40 м на расстоянии 250 м по курсу корабля. Большинство установок использовали две группы бомбомётов. Все шесть бомб выпускались залпом, образуя картину разрывов в виде двух противоположно повёрнутых друг относительно друга треугольников. Расчётная глубина взрывов — 10 м выше и ниже цели, благодаря чему ударная волна разрушала корпус подводной лодки. Послевоенные испытания установили, что Squid был в девять раз эффективнее, чем обычные глубинные бомбы.
Несмотря на свою доказанную эффективность, некоторые офицеры, в частности кэптен Кеннет Адамс (ВМС Канады), выступали против установки Squid’ов на кораблях эскорта, так как приходилось жертвовать артиллерией, делая корабли непригодными для операций флота.
В апреле 1977 года, Тип 61 фрегат Солсбери сделал последний выстрел из бомбомёта Squid Кальмар в Королевском военно-морской флоте. Экземпляры мортиры находятся в экспозиции Музея военно-морской огневой мощи Explosion! в Госпорте, Гемпшир и на военно-Морской базе в Девонпорте. Кроме того, система установлена на эсминце Cavalier (D73), который является частью коллекции кораблей на Исторической верфи в Чатеме, Кент.
В Швеции Squid находился на вооружении до 1982, когда Эскадренные миноносцы типа «Эстергётланд» были выведены из эксплуатации.